# Figura św. Jana Nepomucena w Nowej Rudzie (ul. Cmentarna)
Figura św. Jana Nepomucena w Nowej Rudzie (ul. Cmentarna 1) – barokowa rzeźba św.  Jana Nepomucena w Nowej Rudzie.
Figura ufundowana przez Fridricha Frantza Ferdinanda i Marię Magdalenę Winckler w 1706 stoi się przy  moście na rzece Włodzica. Wcześniej znajdowała się, podobnie jak późnobarokowy krzyż z 1792, na początku ul. Fredry, na dawnym kamiennym moście nad rzeką. Na postumencie widoczna jest inskrypcja w niem. Zu Grősser Ehr Gottes ist diesser Iohannes Vonnepomuck aufgericht worden durch Fridrich Frantz Ferdinand Winckler vAnna Maria Magdalena Wincklerin Anno 1706 D. 1 sepp. / Jan Nepomucen został wzniesiony na cześć Boga przez Fridricha Frantza Ferdinanda Wincklera i Annę Marię Magdalenę Wincklerin 1 września 1706 roku.
Figura przy ul. Cmentarnej 1 jest jedną z pięciu przedstawiających tego świętego w Nowej Rudzie; pozostałe znajdują się przy: ul. Akacjowej 2 (obok kościoła), ul. Bohaterów Getta 15, ul. Cichej 2, ul. Piastów, ul. Radkowskiej 95.

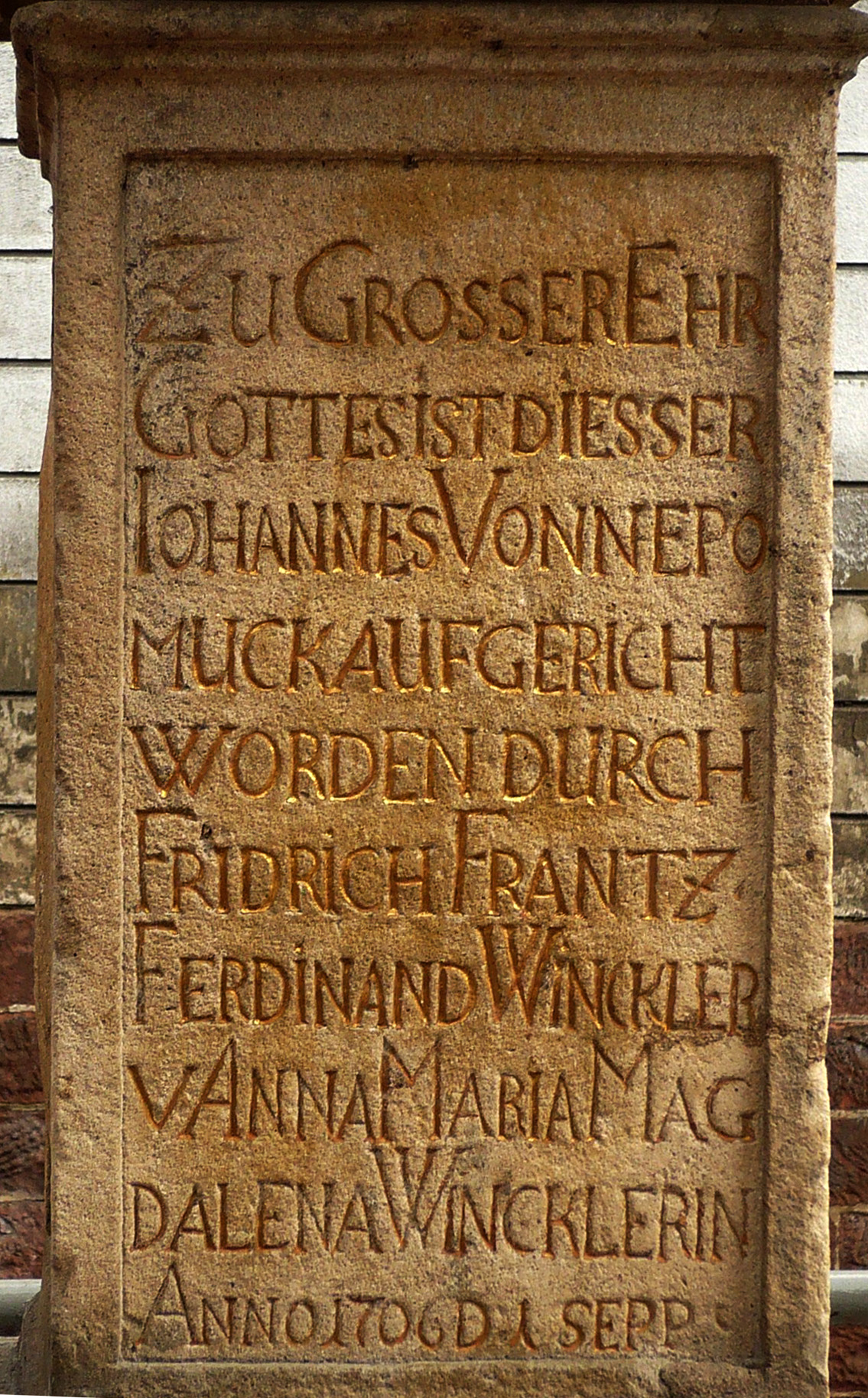
Postument z inskrypcją
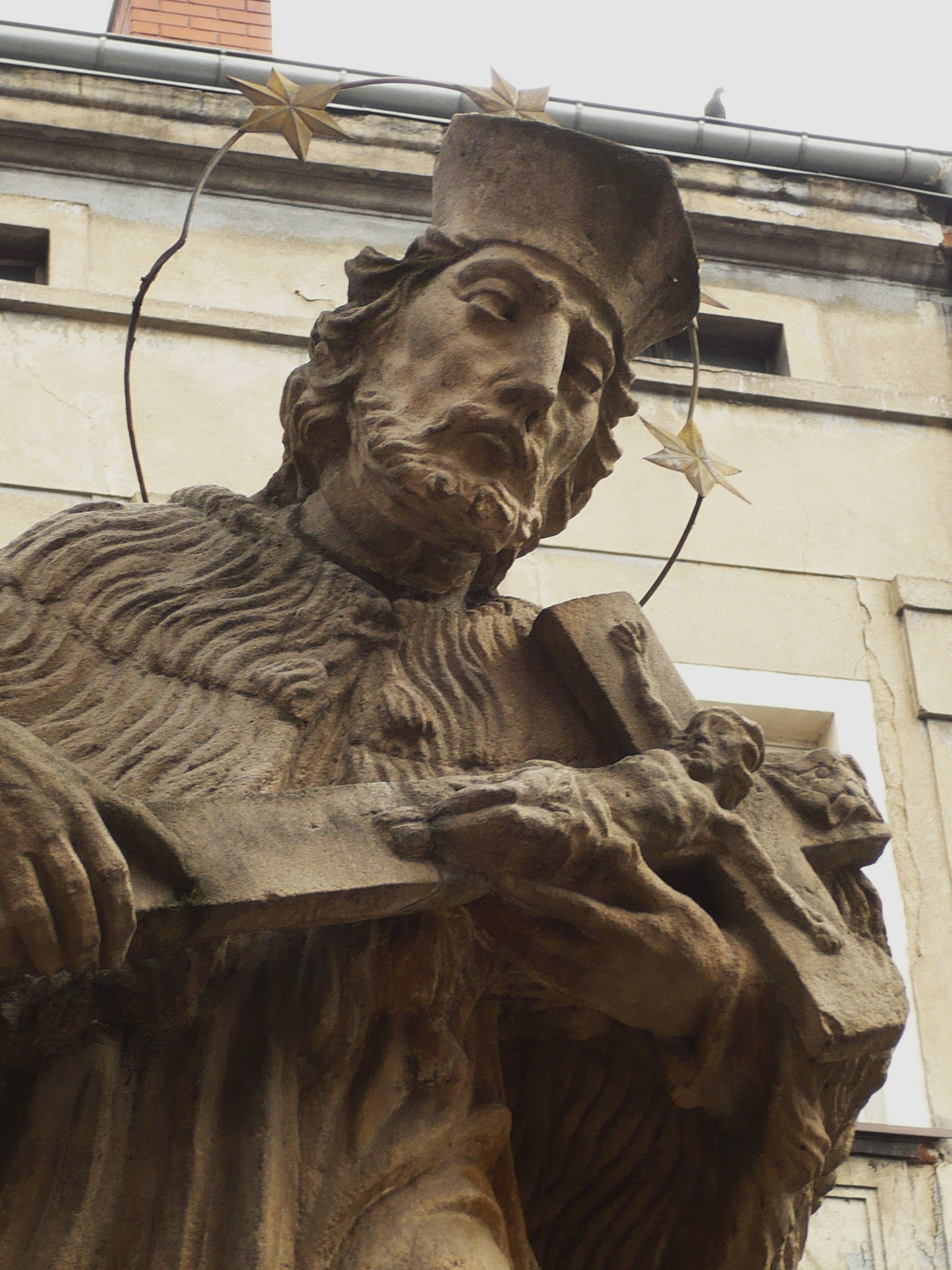
Figura Nepomucena
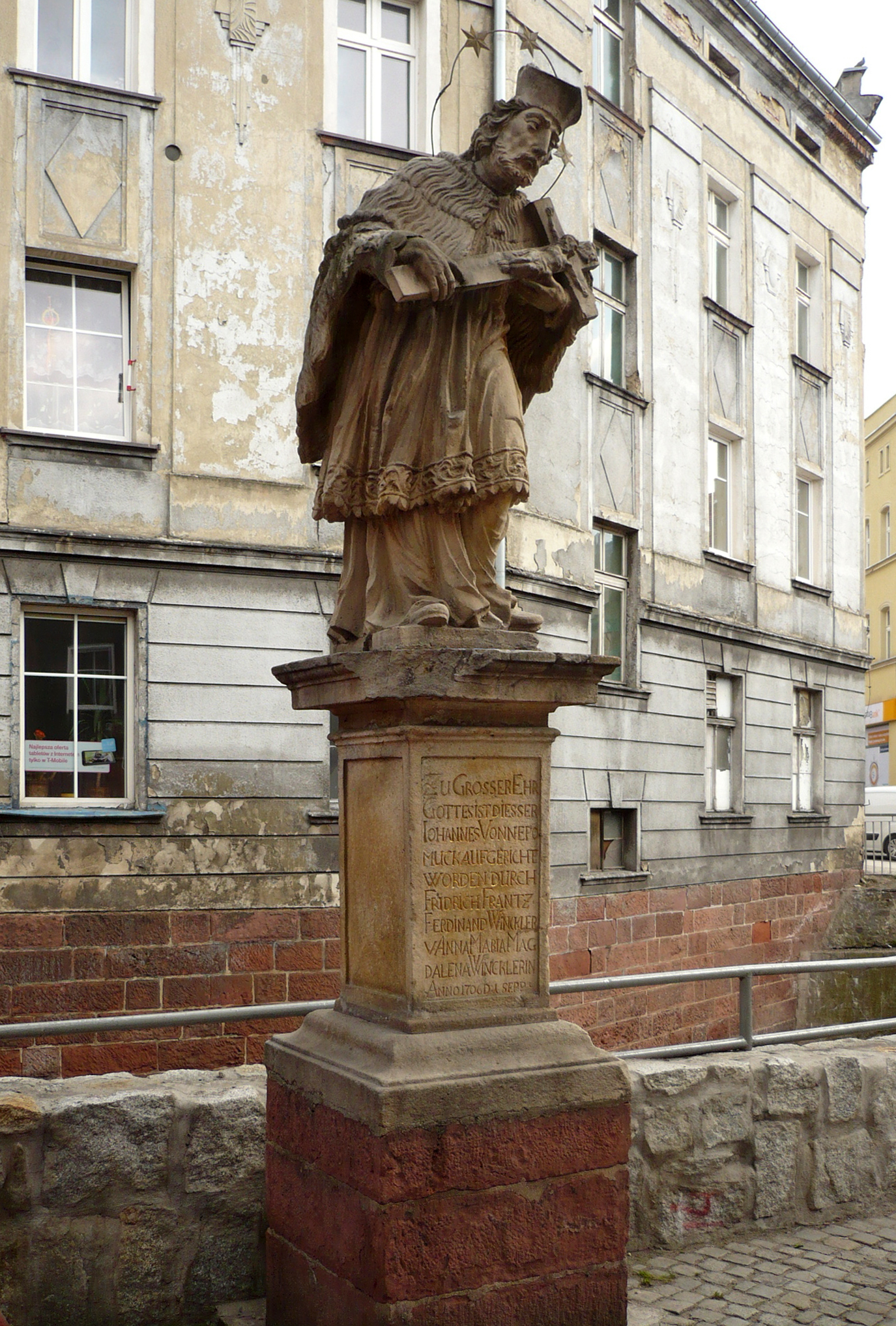
Figura Nepomucena
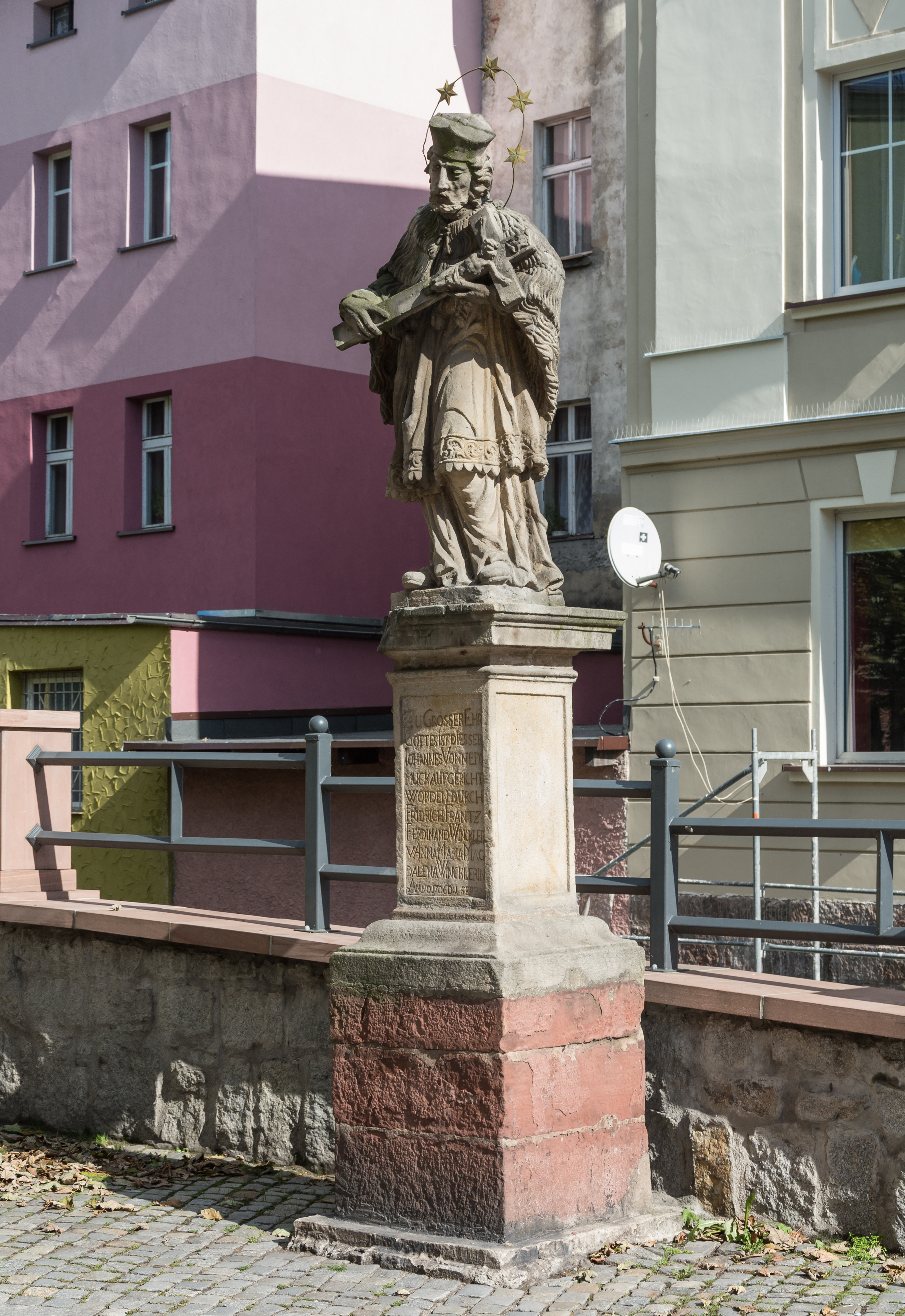
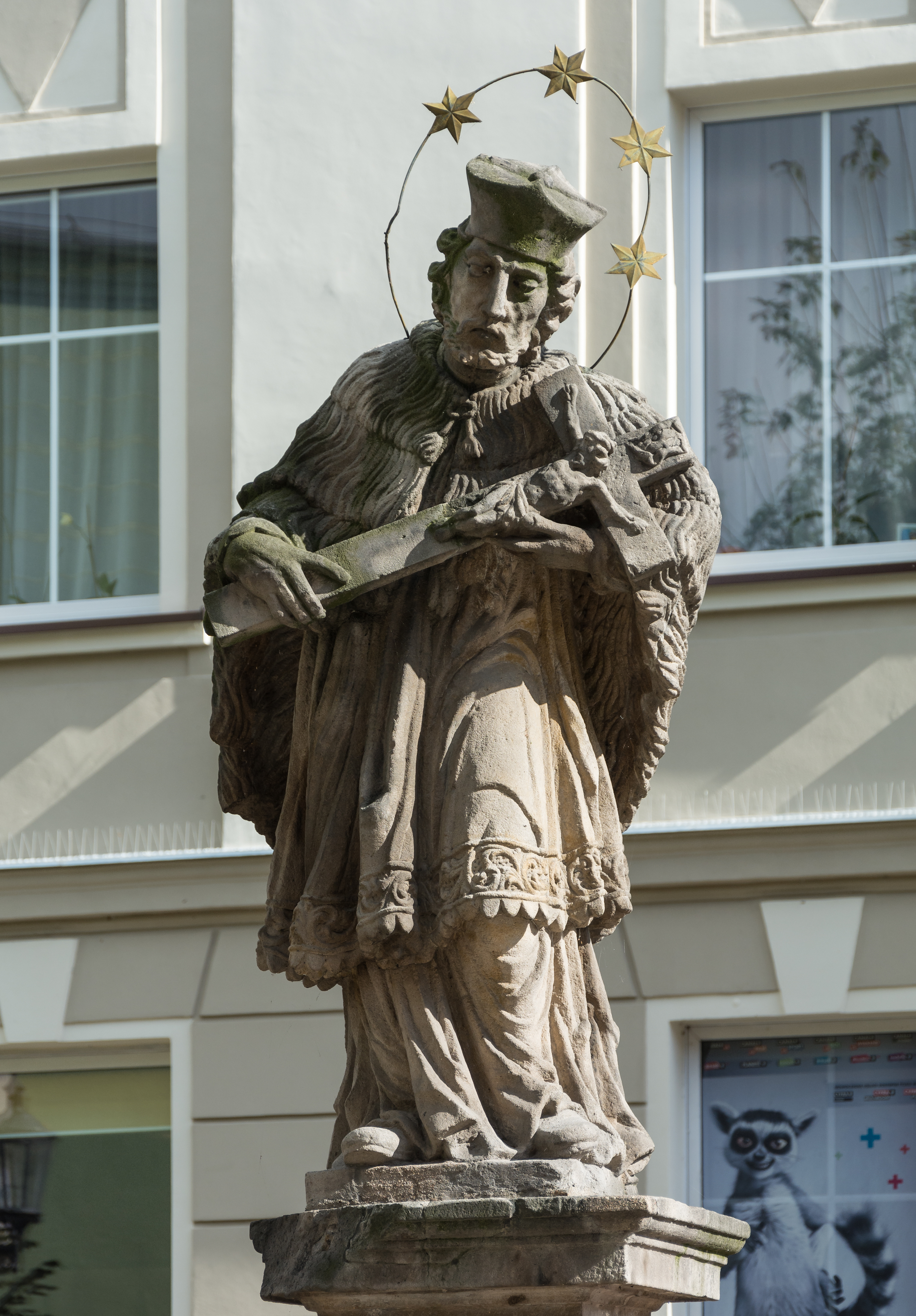
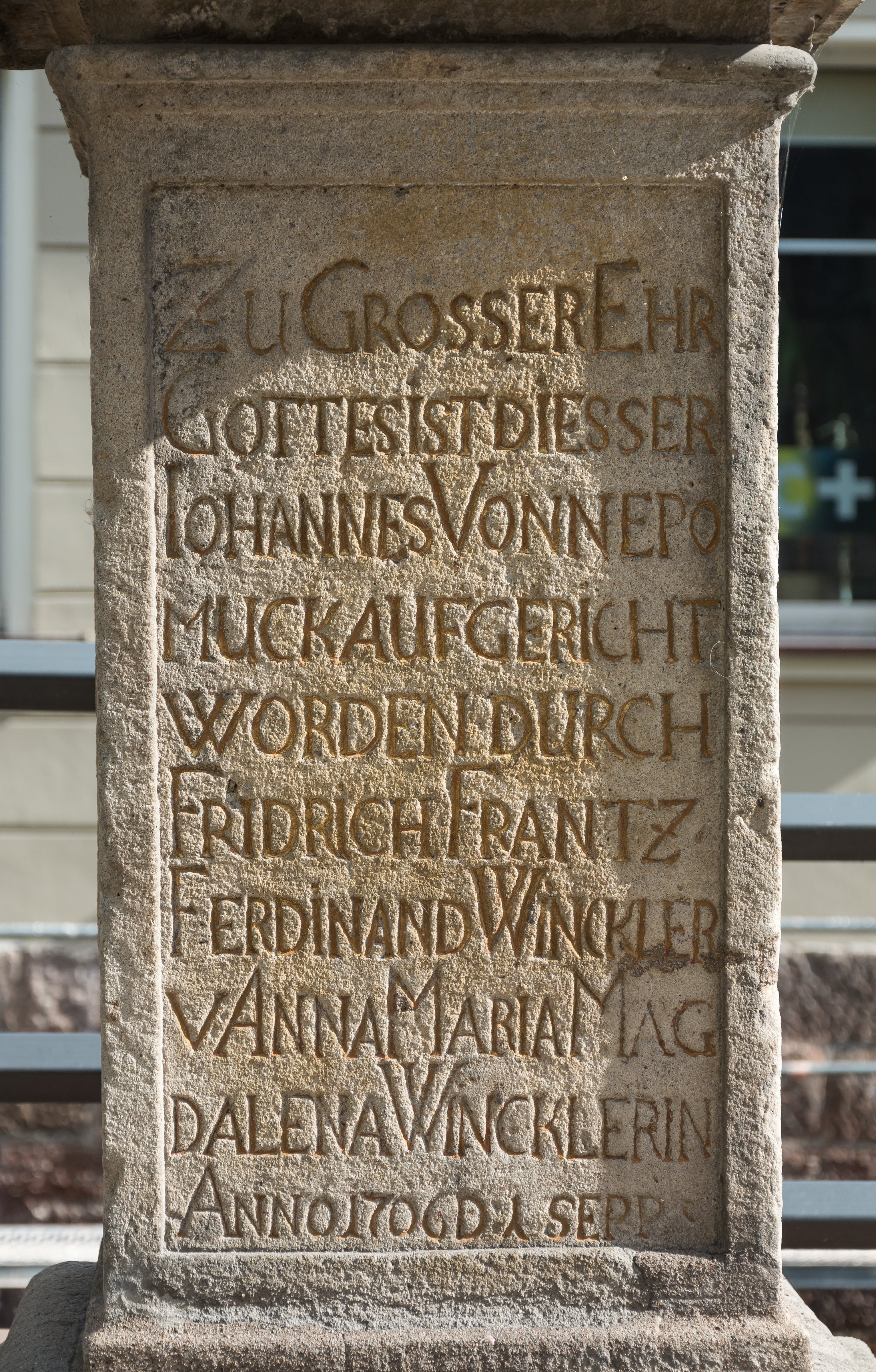